# Wilhelm Koch (Mediziner)

Wilhelm Koch, Professor der Chirurgie an der Universität Dorpat (UB Dorpat f78fonorm17 110)

Wilhelm Koch (* 23. Dezember 1842 in Danzig; † 1918) war ein deutscher Anatom und vor allem Chirurg und unter anderem Professor für Chirurgie an der Kaiserlichen Universität Dorpat im Ostseegouvernement Livland des Kaiserreichs Russland. Er veröffentlichte regelmäßig Beiträge in den chirurgischen Zeitschriften der Zeit. Einem größeren Leserkreis bekannt wurde er durch seine Monographien zu Milzbrand und Rauschbrand sowie zum Scorbut im Rahmen der epochalen Monographienreihe Deutsche Chirurgie zum aktuellen Erkenntnisstand in Bezug auf die Natur und die Behandlungsmethoden der wichtigsten chirurgisch behandelten Krankheitsbilder.

## Leben
Aufgrund eines regen Interesses an Medizin einerseits und Landwirtschaft andererseits studierte Koch Medizin und Naturwissenschaften an den Universitäten in Breslau, Würzburg, Leipzig, Halle, Berlin, Tübingen, Kiel. An der Universität Leipzig studierte er bei Moritz Hauptmann zudem Musiktheorie. Im Jahre 1866 promovierte in Berlin mit der Dissertation Neue Unterbindungsmethode der Arteria anonyma.
Noch im selben Jahr 1866 nahm er am Preußisch-Österreichischen Krieg teil sowie 4 Jahre später am Deutsch-Französischen Krieg 1870/71.
Im März 1879 wurde Koch als Privatdozent außerordentlicher Professor an der deutschsprachigen Universität Dorpat. Seine Antrittsrede hielt er über Wassersuchten durch Nerveneinflüsse.
Koch hatte wie viele seiner deutschsprachigen Kollegen gegen Ende 1889 seine Tätigkeit an der Universität Tartu aufgegeben und war nach Deutschland zurückgekehrt, mit der Absicht sich dort ärztlich niederzulassen - wohl in Folge der staatlichen forcierten Russifizierung und der noch deutschsprachigen Universität Dorpat, inklusive dass der Unterricht ab spätestens 1893 vollständig in Russisch stattzufinden hatte.
Nach dem Tod des Lehrstuhlinhabers für Chirurgie Eduard Georg von Wahl im Januar 1890 wurde Koch sein Nachfolger als ordentlicher Professor und Direktor der Klinik für Chirurgie der Universität Dorpat, offensichtlich nachdem er sich verpflichtet hatte, fortan auf Russisch zu lehren.
Im Jahre 1897 wurde er vom Russischen Kaiser Zar Nikolai II. in den erblichen Adelsstand erhoben.
Ebenfalls 1897 gab Koch seine Lehrtätigkeit als Professor auf und ließ sich in den Ruhestand versetzen.

## Schriften

### Monographien
- In der »Deutsche Chirurgie« herausgegeben von Theodor Billroth
  - Milzbrand und Rauschbrand. Stuttgart : Enke 1886 (XXIV, 154 Seiten) »Deutsche Chirurgie«, Bd. 09 (Digitalisate siehe dort)
  - Die Bluterkrankheit in ihren Varianten Scorbut, Purpura simplex, Purpura (Peliosis) rheumatica, Purpura hämorrhagica, Erythema nodosum, Hämophilie, Nabelbluten, Blutschwitzen und Fettentartung der Neugeborenen. Stuttgart : Enke 1889 (XXXII, 227 S.) »Deutsche Chirurgie«, Bd. 12 (Digitalisate siehe dort)
- Die Entwicklungsgeschichte der Dickdarmbrüche, im besonderen der Brüche des Blinddarmes und des aufsteigenden Dickdarmes. E. Versuch über Wesen u. Ursache d. Eingeweidebrüche überhaupt. Leipzig: F. C. W. Vogel 1899. (1 Bl., IV, 99 S.)

### Als Herausgeber
- Arbeiten der chirurgischen Universitätsklinik Dorpat erschienen als Arbeiten in »Deutsche Zeitschrift für Chirurgie« sowie als selbstständige Hefte H. 1.1896 - 5.1904[?]
  - P. R. Minski. Zur Entwicklungsgeschichte und Klinik der Polypen und polypenähnlichen Gewächse des Rachens und der Speiseröhre. (Mit 16 Abbildungen im Text). »Deutsche Zeitschrift für Chirurgie« 42.1895/96, S. 513–587
  - R. Budberg-Boeninghausen und Wilhelm Koch. Darmchirurgie bei ungewöhnlichen Lagen und Gestaltungen des Darmes. »Deutsche Zeitschrift für Chirurgie« 42.1895/96, S. 329–423
  - R. Budberg-Boeninghausen und Wilhelm Koch. Darmchirurgie bei ungewöhnlichen Lagen und Gestaltungen des Darmes. »Deutsche Zeitschrift für Chirurgie« 43.1896, S. 118–127
  - Wilhelm Koch. Verfahren gegen winklige Ankylosen und Contracturen des Kniegelenkes. (Mit 7 Abbildungen). »Deutsche Zeitschrift für Chirurgie« 47.1898, S. 380–392
  - Wilhelm Koch. Die angeboren ungewöhnlichen Lagen und Gestaltungen des menschlichen Darmes. (Mit 21 Abbildungen). »Deutsche Zeitschrift für Chirurgie« 50.1899, S. 380–392

### Zeitschriftenartikel (Auswahl)
- Unterbindungen und Aneurysmen der Art. subclavia. »Archiv für klinische Chirurgie« 10.1869, S. 195-361 Digitalisat
- Schussverletzungen vor Metz 1870–72. »Archiv für klinische Chirurgie« 13.1872, S. 468-578 Digitalisat
- Einiges über sogenannte keilförmige und spiralige Fracturen »Archiv für klinische Chirurgie« 15.1873, S. 689-715 Digitalisat
- »Berliner Klinische Wochenschrift«, Bd. V
- zusammen mit Wilhelm Filehne. Hirnerschütterung »Archiv für klinische Chirurgie« 17.1874
- Sehr ausgedehnte Ellenbogenresection. »Berliner Klinische Wochenschrift«, Bd. V
- Drei Aufsätze: Zur Lungenchirurgie
  -  »Archiv für klinische Chirurgie« Bd. XV;
  -  »Berliner Klinische Wochenschrift« 1874 und
  -  »Deutsche Medizinische Wochenschrift« 1882
- Chloroform (VOLKMANN'S Samml. klin. Vorträge, Nr. 80)
- Schwinden der Sensibilität in der Narcose (Centralbl. für Chirurgie, 1875)
- Theorie der Blutcysten (Verhandl. der Deutsch. Gesellsch. für Chirurgie, 1876) —
- Granulationsgeschwülste der Luftröhre (Verhandl. der Deutsch. Gesellsch. für Chirurgie, 1876)
- Zur Theorie der Gelenkneurosen (Verhandl. der Deutsch. Gesellsch. für Chirurgie, 1878; VIRCHOW'S Archiv, Bd. LXXIII)
- Ueber Zusammenhang von Gehirn- und Gelenkkrankheiten (mit SCHRADER, Inaug.-Diss., Berlin 1879)
- Mittheilungen über Fragen der wissenschaftlichen Medicin. Heft 1: Beiträge zur Lehre von der Spina bifida. Kassel : Theodor Fischer 1882 Digitalisat Bayerische Staatsbibliothek München
- Wassersuchten durch Nerveneinflüsse (Antrittsrede, Dorpat 1879)
- Untersuchung der Unterschenkelgefässe. »St. Petersburger medicinische Wochenschrift« 1881
- Osteotomia subtrochanterica. »Berliner Klinische Wochenschrift« 1882
- Rotationsluxationen. »Berliner Klinische Wochenschrift« 1882
- Verletzungen der Arteria mammaria interna. »Archiv für klinische Chirurgie« 37.1888, S. 413-460 Digitalisat